# Kathryn Mitchell
Kathryn Mitchell (ur. 10 lipca 1982 w Hamilton) – australijka lekkoatletka specjalizująca się w rzucie oszczepem, olimpijka.
Finalistka uniwersjady w Daegu. W 2006 zajęła 6. miejsce podczas igrzysk Wspólnoty Narodów w Melbourne. Cztery lata później, podczas kolejnej edycji tej imprezy, uplasowała się na miejscu 5. W 2012 reprezentowała Australię na igrzyskach olimpijskich w Londynie, na których zajęła 9. lokatę. Piąta zawodniczka mistrzostw świata w Moskwie (2013). W 2016 zajęła 6. miejsce na igrzyskach olimpijskich w Rio de Janeiro. Medalistka mistrzostw Australii.
Kathryn Mitchell jest także byłą rekordzistką Australii i Oceanii juniorów w rzucie oszczepem (54,98).
Trenerem Mitchell jest Uwe Hohn.
Rekord życiowy: 68,92 (11 kwietnia 2018, Gold Coast) rekord Australii i Oceanii, 9. wynik w historii światowej lekkoatletyki.

## Osiągnięcia
| Rok  | Impreza                    | Miejsce        | Lokata            | Wynik |
| ---- | -------------------------- | -------------- | ----------------- | ----- |
| 2003 | Uniwersjada                | Daegu          | 12. miejsce       | 52,05 |
| 2006 | Igrzyska Wspólnoty Narodów | Melbourne      | 6. miejsce        | 55,22 |
| 2010 | Igrzyska Wspólnoty Narodów | Nowe Delhi     | 5. miejsce        | 54,25 |
| 2012 | Igrzyska olimpijskie       | Londyn         | 9. miejsce        | 59,46 |
| 2013 | Mistrzostwa świata         | Moskwa         | 5. miejsce        | 63,77 |
| 2014 | Igrzyska Wspólnoty Narodów | Glasgow        | 4. miejsce        | 62,59 |
| 2015 | Mistrzostwa świata         | Pekin          | el. – 17. miejsce | 61,04 |
| 2016 | Igrzyska olimpijskie       | Rio de Janeiro | 6. miejsce        | 64,36 |
| 2017 | Mistrzostwa świata         | Londyn         | el. – 25. miejsce | 57,42 |
| 2018 | Igrzyska Wspólnoty Narodów | Gold Coast     | 1. miejsce        | 68,92 |
| 2021 | Igrzyska olimpijskie       | Tokio          | 6. miejsce        | 61,82 |
| 2022 | Mistrzostwa świata         | Eugene         | el. – 25. miejsce | 53,09 |
| 2023 | Mistrzostwa świata         | Budapeszt      | –                 | DNS   |
| 2024 | Igrzyska olimpijskie       | Paryż          | 7. miejsce        | 62,63 |